# Министерство национального единства Украины
Министерство национального единства Украины (до 3 декабря 2024 года — Министерство по вопросам реинтеграции временно оккупированных территорий Украины) — министерство, первоначально созданное 20 апреля 2016 года путём слияния Государственного агентства по вопросам восстановления Донбасса и Государственной службы по вопросам АР Крым и Севастополь под названием Министерство по вопросам временно оккупированных территорий и внутренне перемещенных лиц Украины (МТОТ). Минреинтеграции обеспечивает формирование и реализует государственную политику по вопросам временно оккупированных территорий в Донецкой и Луганской областях и временно оккупированной территории Автономной Республики Крым и города Севастополь, а также прилегающих к ним территорий, информационного суверенитета Украины (кроме осуществления полномочий по управлению целостным имущественным комплексом Украинского национального информационного агентства «Укринформ»).
О будущем образования министерства стало известно 13 апреля, во время переговоров о кандидатуре нового премьер-министра и формат Кабмина.
2 сентября 2019 года правительство Алексея Гончарука присоединило Министерство к Министерству по делам ветеранов.
11 марта 2020 года правительство Дениса Шмыгаля отменило предыдущее решение о реорганизации Министерства, восстановив и переименовав его в современное название.
3 декабря 2024 года правительство Дениса Шмыгаля переименовало Министерство по вопросам реинтеграции временно оккупированных территорий в Министерство национального единства Украины.
16 июля 2025 года министерство было объединено с Министерством социальной политики Украины.

## Цели деятельности
Министр в первые дни пребывания в должности так описал будущую работу министерства: «Оно возьмёт на себя полномочия Агентства по вопросам восстановления Донбасса, плюс Крым, плюс неподконтрольные территории. Плюс линия разграничения. Плюс гуманитарная составляющая. Плюс переселенцы.»
Направления деятельности Министерства включают:
- реинтеграцию временно оккупированной территории и её населения;
- реинтеграцию отдельных территорий Донецкой и Луганской областей, где органы государственной власти временно не осуществляют своих полномочий и их населения;
- преодоление последствий конфликта;
- гуманитарное сотрудничество;
- защита населения во время вооружённого конфликта;
- развитие мира.

## Министры
1. Черныш, Вадим Олегович (26 июня 2015 — 29 августа 2019)
2. Коляда, Оксана Васильевна (29 августа 2019 — 4 марта 2020)
3. Резников, Алексей Юрьевич (4 марта 2020 — 3 ноября 2021)
4. Верещук, Ирина Андреевна (3 ноября 2021 — 5 сентября 2024)
5. Стельмах, Анатолий Юрьевич[укр.] (6 сентября — 3 декабря 2024) и.о.[3]